# Quadrilatère complet

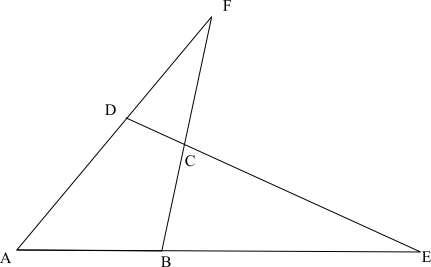
Quadrilatère complet formé par les 4 droites (AB), (BC), (CD), (DA) et leurs 6 points d'intersection ABCDEF. Les trois diagonales sont (AC), (BD) et (EF).

Un quadrilatère complet est une figure de géométrie plane constituée de quatre droites dont deux quelconques ne sont pas parallèles ni trois quelconques concourantes.
Une autre manière de définir un quadrilatère complet est de compléter un quadrilatère convexe ABCD par le point E intersection des droites (AB) et (CD) et le point F intersection des droites (AD) et (BC).
Les intersections de ces quatre droites donnent six sommets. L'intersection de deux droites et l'intersection des deux autres droites sont des sommets opposés. Le segment joignant deux sommets opposés est une diagonale. Il y a trois diagonales dans un quadrilatère complet. 
Cette figure est très liée à la géométrie projective et fut étudiée dès le IIe siècle par Ménélaüs puis Pappus d'Alexandrie.

## Propriétés

### Une division harmonique sur les diagonales

Chacune des trois diagonales (BD), (EF) et (AC) est divisée harmoniquement par les deux autres.

Chaque diagonale coupe les deux autres en créant des divisions harmoniques.
De manière plus explicite la diagonale (BD) est coupée par les diagonales (AC) et (EF) en I et J tels que 
De même si K est l'intersection des diagonales (AC) et (EF) :
{\displaystyle {\frac {\overline {JE}}{\overline {JF}}}{\mathrel {:}}{\frac {\overline {KE}}{\overline {KF}}}=-1,\quad {\frac {\overline {KA}}{\overline {KC}}}{\mathrel {:}}{\frac {\overline {IA}}{\overline {IC}}}=-1.}
C'est un avatar projectif de la propriété des diagonales du parallélogramme (cas où l'une des diagonales du quadrilatère complet est la droite à l'infini dans le plan projectif vu comme plan affine complété), à savoir qu'elles se coupent en leur milieu (cas limite de division harmonique).
On en donne une première démonstration géométrique, qui utilise les propriétés des faisceaux harmoniques : la propriété caractéristique qui est que toute sécante à un faisceau harmonique est découpée suivant une division harmonique, et l'existence et l'unicité d'une quatrième harmonique.
Cette propriété peut aussi se déduire du théorème de Ménélaüs et du théorème de Ceva, ou permettre de démontrer l'un de ces théorèmes à partir de l'autre.

### La droite de Newton

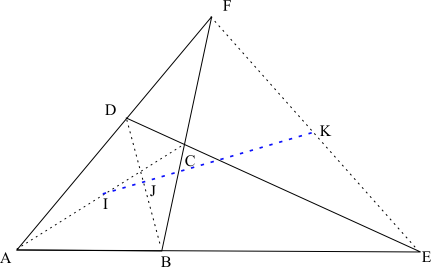
La droite de Newton (IJK).

Les milieux des trois diagonales sont alignés sur une droite appelée droite de Newton.

### Théorème de Miquel

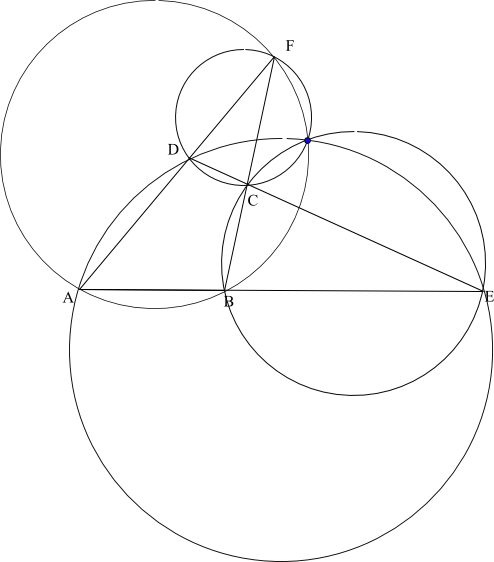
Illustration du théorème de Miquel : les cercles circonscrits aux quatre triangles inclus dans le quadrilatère complet passent par le même point (en noir).

Les cercles circonscrits aux triangles (EAD), (EBC), (FAB) et (FDC) sont concourants.

### Théorème d'Urquhart
Découvert par le mathématicien australien M. L. Urquhart (1902-1966) alors qu'il travaillait sur des concepts fondamentaux de la théorie de la relativité spéciale, celui-ci l'a surnommé « théorème le plus élémentaire de la géométrie euclidienne », puisqu'il n'implique que les concepts de droite et de distance.
Avec les notations de l'article, le théorème s'énonce ainsi :
Théorème — Dans un quadrilatère complet, si AB + BC = AD + DC, alors AE + EC = AF + FC.
Voir d'autres démonstrations ici.

## Utilisation remarquable
Le dual du quadrilatère complet est le quadrangle complet.
Le quadrangle complet inscrit dans une conique est très utile pour démontrer certaines propriétés des tangentes et des polaires dans une conique.